# Pedro de Auvérnia
Pedro de Auvérnia (em occitano: Peire d'Alvernhe; cerca de 1146, Clermont-Ferrand — 1168) foi um trovador occitano, que além de canções de amor (seis, no total) e religiosas, compôs uma  sátira (Chantarai d'aquestz trobadors…) onde falava dos trovadores mais importantes de sua época. É o mais antigo trovador mencionado por Dante em sua De vulgari eloquentia.
Sua vida diz que era filho de um burguês educado. Ele começou sua carreira por volta de 1150, servindo à corte de Raimundo V de Toulouse, onde pode ter conhecido o também trovador Bernart de Ventadorn. Em 1158, visitou a corte de Castela, onde conheceu Afonso VII.
Pedro não aceitava a coexistência dos ideais cristãos e românticos. Ele seguia a tradição moralista de Marcabru quanto ao Fino Amor e frequentemente ponderava entre a alegria divina e mundana.